# منتخب كندا تحت 18 سنة لهوكي الجليد للسيدات
منتخب كندا تحت 18 سنة لهوكي الجليد للسيدات (بالإنجليزية: Canada women's national under-18 ice hockey team)‏ هو ممثل كندا الرسمي في المنافسات الدولية في هوكي الجليد للسيدات
.